# Fettmöss
Fettmöss (Steatomys) är ett släkte av däggdjur. Steatomys ingår i familjen Nesomyidae. 

## Utseende
Arterna påminner om vanliga möss men är inte närmare släkt med dessa. Kroppslängden (huvud och bål) ligger mellan 6,5 och 15 cm och därtill kommer en 3,5 till 6 cm lång svans. De lättaste individerna väger bara 5 gram och de tyngsta blir cirka 70 gram tunga. Den korta mjuka pälsen är på ovansidan brunaktig, ibland med svarta skuggor. Buken och fötterna har en vit färg. Svansen är antingen uppdelat i en mörk ovansida och en ljus undersida eller den är helt vit. Fettmöss har fyra tår vid framfötterna som är utrustade med klor. Bakfötterna har fem tår. I de övre framtänderna finns rännor.

## Utbredning och habitat
Fettmöss förekommer i Afrika söder om Sahara. Habitatet utgörs av savanner, odlade områden, halvöknar och lundar i skogar.

## Ekologi
Individerna är aktiva på natten och gräver underjordiska bon. Tunnlarna kan vara 1,7 m långa och den djupaste punkten kan ligga 1,2 m under markytan. Där finns ett näste som fodras med växtdelar. Fettmöss äter frön, andra växtdelar och insekter. Som namnet antyder kan arterna lagra fett i kroppen och i svansen för tider med matbrist. I deras utbredningsområde kan matbristen bero på heta och torka. Det vilotillstånd som de ingår kallas därför sommardvala (estivation).
Utanför fortplantningstiden lever varje individ ensam i boet. Fortplantningssättet är inte bra utredd. Honor har vanligen 8 spenar men vissa arter har 12 eller upp till 16. Det kan finnas två kullar per år med upp till sju ungar per kull.

## Fettmöss och människor
Dessa gnagare fångas och används som mat. Steatomys jacksoni har ett begränsat utbredningsområde och listas av IUCN med kunskapsbrist (DD). Alla andra arterna förekommer talrik och listas som livskraftig (LC).

## Systematik
Arter enligt Catalogue of Life:
- Steatomys caurinus
- Steatomys cuppedius
- Steatomys jacksoni
- Steatomys krebsii
- Steatomys parvus
- Steatomys pratensis

Wilson & Reeder (2005) listar ytterligare två arter i släktet: Steatomys bocagei och Steatomys opimus.